# Resconorio
Resconorio está en la localidad del municipio de Luena en la comarca del Pas-Miera (Cantabria, España). Situada en el valle del río Magdalena que se extiende desde la cordillera Cantábrica hasta la confluencia con el Valle del Pas. En el año 2024 contaba con una población de 19 habitantes (INE). La localidad se encuentra a 706 metros de altitud sobre el nivel del mar y a 5,5 kilómetros de la capital municipal, San Miguel de Luena.

## Barrios
- Velascones
- Penilla
- Hoyuelo
- Sel del Manzano
- Pandillo
- Bustarto
- Carrascal de Cocejón
- Vaquelín

## Anecdotario histórico
Sus orígenes se remontan al siglo XI, cuando se comenzó a transformar el extenso bosque que se extendía por la zona en lugar de pastoreo de altura de las mesnadas del valle de Toranzo y el norte de Burgos, principalmente de Espinosa de los Monteros.
El topónimo de Resconorio es una forma derivada de “rascón”, refiriéndose a un sitio raído o arrasado por acción erosiva de las aguas donde habitaban lobos, osos y zorros, y “sonoro”, debido al silencio de aquellos bosques en los que solo se oía el sonido del río. Aceptándose así otra teoría por la que el origen del topónimo sería “Río Sonoro”. En una sentencia sobre pastos fechada en 1517, se menciona Resconorio y sus barrios. Las edificaciones que actualmente se conservan están fechadas a partir del año 1700.
Hasta 1835, año en el que su ayuntamiento fue integrado en el de Luena, Resconorio fue un municipio independiente.
Durante la Guerra Civil sufrió en su suelo la batalla por el control del puerto del Escudo, del 14 al 17 de agosto de 1937. En las proximidades del alto del puerto del Escudo se encuentra una pirámide de 22 metros mandada construir por el gobierno de Mussolini en recuerdo a los 372 italianos muertos en uno de los sangriento combates.

## Patrimonio
El paisaje de la zona está compuesto por cabañas de tipología y arquitectura pasiega con sus cerramientos de piedra típicos entre fincas. Todo ello configura un paisaje singular, resultado del sistema de explotación que llevó a adaptar grandes extensiones de terreno a la muda estival del ganado.
En la loma sobre Carrascal de Cocejón y frontera con San Pedro del Romeral, al norte de La Matanela (cerca de la provincia de Burgos) se encuentra el megalítico Menhir de Pedruecos de 2,5 metros de alto, ya catalogado como antiguo en 1689.
Igualmente, se pueden encontrar Ermitas o Humilladeros en Las Vegas, El Cerro y Sel del Manzano. Así como la iglesia de San Juan Bautista, en el barrio de Velascones, que data de 1782.

## Cultura
La forma de vida de sus habitantes y costumbres se basa en las tradiciones pasiegas. Aunque cada día menos, aún se pueden encontrar en la época de la recogida de la hierba, algún paisano utilizando la belorta, o en cualquier época del año la muda del ganado de una finca a otra.

### Deportes
La localidad cuenta con una bolera de bolo pasiego y dos equipos (Margutsa y Puerto del Escudo Margutsa). La mayoría de fines de semana tienen lugar diferentes competiciones, campeonatos o concursos. También se practican múltiples deportes en contacto con la naturaleza como el bulder o escalada en bloque, senderismo (o trekking en inglés) y rutas en bicicleta o a caballo.

### Fiestas
- San Juan: 24 de junio.
- Nuestra Señora del Carmen: 16 de julio.
- Nuestra Señora de los Dolores: 15 de septiembre.

## Economía
El sector primario es la base fundamental de su economía, aunque en los últimos años la construcción y el sector servicios también representan un porcentaje significativo de la población más joven.
En cuanto a la ganadería, predomina el ganado vacuno, ovino, equino y en menor medida caprino y aves de corral. Debido a la crisis del sector ganadero y la tendencia poblacional regresiva, el número de cabezas de ganado vacuno de raza frisona (Holstein) ha descendido. Sin embargo, ha aumentado la raza Limousin o Limusina debido a su carne de gran calidad resultado de las óptimas condiciones y pastos de los que disfrutan, produciéndose de manera extensiva y tradicional.
Por otra parte, el turismo rural asociado al patrimonio natural es actividad incipiente pero cada vez más presente en localidad.

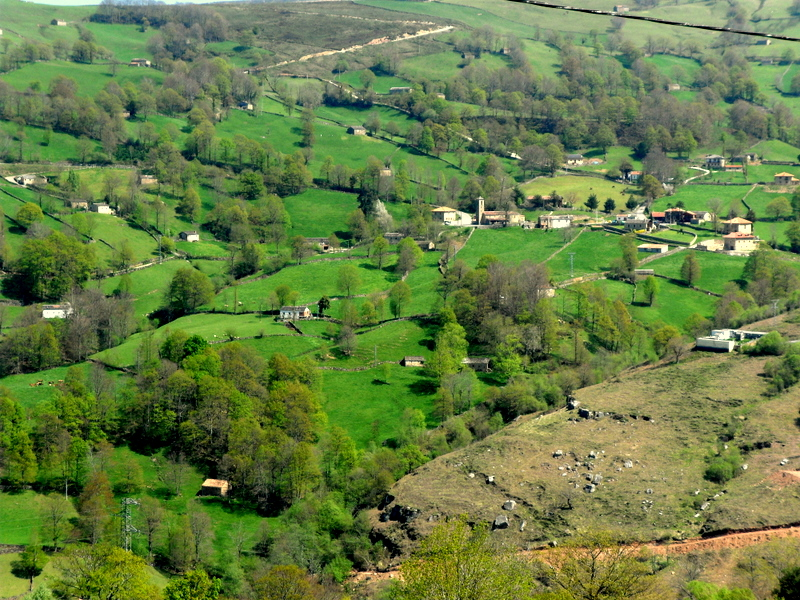
Vista desde Vaquelín

## Paisaje y naturaleza
El entorno natural de Resconorio ofrece una imagen fruto del trabajo de muchas generaciones. Se trata de un área de montaña con altitudes superiores a los mil metros en la cuenca del río Magdalena, afluente del Pas. Posee pendientes de fuerte desnivel, cubiertas de pastos para el aprovechamiento ganadero, y numerosas cabañas que configuran el característico paisaje de este enclave. Son dignas de admirar las vistas de la cordillera Cantábrica (hasta el Castro Valnera), los valles o el pantano del Ebro entre otras, de las que se pueden disfrutar desde los diferentes miradores:
- Mirador de Cabañía
- Mirador de Los Brazos
- Puerto Seguro
- Coterón
- La Matanela
- El Cerro
- Vaquelín

### Flora
- Varios tejos milenarios debido a la costumbre de plantar un tejo cuando se edificaba una “cabaña vividora”
- Enormes fresnos en El Cajigal
- Nogales en La Garma
- Zonas boscosas con gran cantidad de carrascos y acebos
- Avellaneda en La Avellanosa
- Grandes alisas en las riveras de los ríos
- pinos en Las Morenas
- Brezales en Regadía, El Cerro, La Matanela, Sierra del Escudo, Cotera Allá